# ديفيد دولان
ديفيد دولان (بالإنجليزية: David Dolan) مواليد 7 أكتوبر 1979 في تاين ووير، إنجلترا، هو ملاكم محترف إنجليزي يصنف ضمن فئة الوزن الثقيل. حقق الميدالية الذهبية في دورة ألعاب الكومنولث 2002.

## إحصائيات
خاض خلال مسيرته 22 نزالا، فاز في 16 وتعادل في 1 وخسر في 5. فاز بالضربة القاضية في 5 نزالا.

## الميداليات
| الميدالية | المسابقة                  |
| --------- | ------------------------- |
| ذهبية     | دورة ألعاب الكومنولث 2002 |

## وصلات خارجية
- ديفيد دولان على موقع بوكس ريك (الإنجليزية) (registration required)

- الموقع الرسمي